# 베리 엣워터

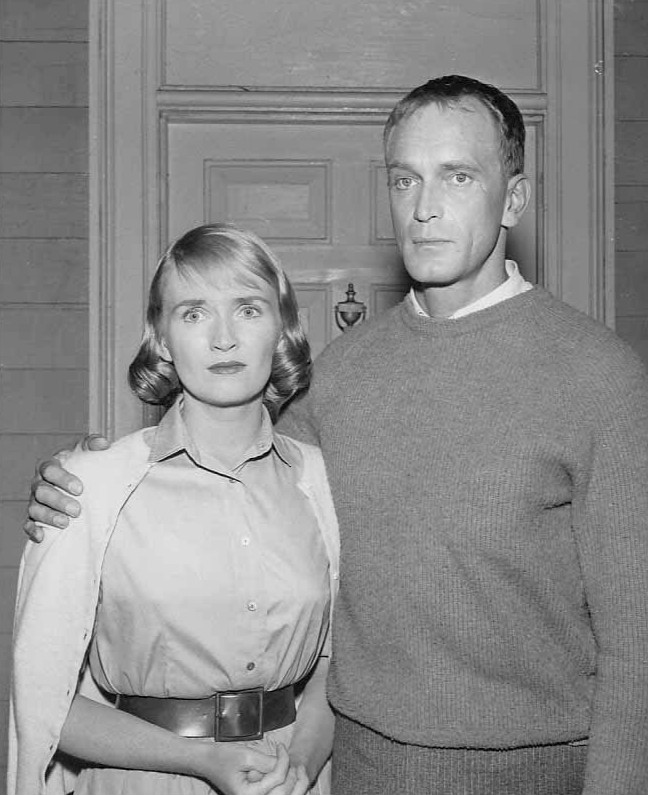

배리 애트워터(Barry Atwater, 1918년 5월 16일 ~ 1978년 5월 24일)는 미국의 배우이다.
덴버에서 태어났으며 로스앤젤레스에서 사망하였다. 사인은 뇌졸중이다.

## 출연 작품
- 나이트 스토커 (1972년)
- 알바레즈 켈리 (1966년)
- 해저 여행 (1964년)
- 스윗 버드 오브 유스 (1962년)
- 폭찹 고지전투 (1959년)
- 제시 제임스 스토리 (1957년)
- 더 랙 (1956년)
- 타임 아웃 오브 워 (1954년)

### 텔레비전
- 페리 메이슨 (1957년)
- 하와이 5-0수사대 (1968년)
- 아이언 사이드 (1967년)
- 제5전선 (1966년)
- 제너럴 호스피털 (1963년)
- FBI (1965년)
- 딜론 보안관 (1955년)
- 샤이안 (1955년)
- 제6지대 (1973)